# Fraunhofer-Institut für Keramische Technologien und Systeme
Das Fraunhofer-Institut für Keramische Technologien und Systeme IKTS (kurz „Fraunhofer IKTS“) mit Sitz in Dresden und Hermsdorf betreibt als Einrichtung der Fraunhofer-Gesellschaft angewandte Forschung und Entwicklung auf dem Gebiet der Hochleistungskeramik und Materialdiagnostik.
Seine Schwerpunkte liegen in der Werkstoffkunde, Energie-, Medizin-, Mikrosystem-, Umwelt- und Verfahrenstechnik, der Nanoanalytik und Materialprüfung sowie den optischen Verfahren. Das Fraunhofer IKTS sieht sich als Dienstleister der Wirtschaft und operiert in acht „Geschäftsfeldern“, die an den Bedürfnissen des Marktes und der dahinterstehenden Branchen ausgerichtet sind.
Das Institut wurde 1992 gegründet. Mittlerweile verfügt es über vier Standorte, davon zwei in Dresden (Dresden-Gruna und Standort Materialdiagnostik (MD) in Dresden-Klotzsche), einen in Hermsdorf (Thüringen) und einen in Arnstadt. Weitere Büros und Applikationszentren existieren in Leipzig, Pleißa, Pöhl, Schmalkalden, Berlin und Connecticut.

## Geschichte
1992 wurde das Fraunhofer-Institut für Keramische Technologien und Sinterwerkstoffe IKTS in Dresden gegründet. Es ging als Konsolidierungs- und Neustrukturierungsmaßnahme aus dem Institut für Keramische Technologien und Materialforschung IKTM des ehemaligen Zentralinstituts für Festkörperphysik und Werkstoffforschung ZFW hervor. Ziel der Gründung und thematischen Eingliederung in die Fraunhofer-Gesellschaft war u. a., die in Dresden etablierte anwendungsorientierte Forschung in den Bereichen Konstruktions- und Funktionskeramik auch nach 1989 zu erhalten, zu festigen und die Potenziale weiter auszubauen. Das Forschungs- und strukturelle Konzept für die Neugründung der Fraunhofer-Einrichtung wurde unter der Leitung Waldemar Hermels entwickelt, der 1992 zum Gründungsdirektor ernannt wurde und die Leitung des Fraunhofer IKTS bis 2004 innehatte. Bis 1994 wurde die Einrichtung interimsmäßig geführt und durch deren Etablierung, Wachstum und Forschungsrelevanz in Dresden und darüber hinaus 1994 als vollwertiges Institut in die Fraunhofer-Gesellschaft integriert. Zur Gründungszeit beschäftigte das Fraunhofer IKTS 84 Mitarbeiterinnen und Mitarbeiter.
Umbenennung 2004
Mit der Pensionierung und der Übergabe der Institutsleitung an Alexander Michaelis 2004 setzte sich das strukturelle, inhaltliche und personelle Wachstum fort. Die Spezialisierung auf Hochleistungskeramik und Materialforschung wurde um die Entwicklung keramischer Systemlösungen für vielfältige Anwendungen in den Bereichen Energie, Mikrosystem-, Umwelt- und Verfahrenstechnik erweitert. Das institutionelle Wachstum und eine ausgeweitete Forschung führten zur Umfirmierung: nun wurde auch die „Systemebene“ mit einbezogen und das Institut zum „Fraunhofer-Institut für Keramische Technologien und Systeme“ IKTS.
HITK e. V. schließt sich 2010 dem Fraunhofer IKTS an
2010 schloss sich das Hermsdorfer-Institut für Technische Keramik e. V. HITK einschließlich der Aktivitäten der ehemaligen inocermic GmbH dem Fraunhofer IKTS an. Das Fraunhofer IKTS kam somit zu einem neuen Standort in Thüringen. Thüringen galt als Interessant, da Keramikhandwerk und Industrie hier eine lange Tradition haben. Durch die Übernahme des HITK sollten vor allem die Arbeitsfelder Energie- oder Umwelttechnik gestärkt werden.
Fraunhofer IZFP-D wird 2014 in das Fraunhofer IKTS integriert
Eine Erweiterung des Instituts erfolgte 2014, indem das Fraunhofer-Institut für zerstörungsfreie Prüfverfahren, Institutsteil Dresden IZFP-D, vom Fraunhofer IZFP Saarbrücken abgelöst und dem Fraunhofer IKTS angegliedert wurde. Diese Übernahme folgte weiter der Idee an integrierten keramischen Systemen zu forschen und zu entwickeln. Vom IZFP übernahm man die langjährigen Kompetenzen in der zerstörungsfreien Prüfung von Werkstoffen, der Materialdiagnostik und -prüfung. Speziell zu den Arbeitsfeldern Systeme und Dienstleistungen zur Werkstoffdiagnose, Zustandsüberwachung, Prüfelektronik, Nanoanalytik, Sensorik, Optik sowie Bio- und Umwelttechnik brachte sich das Fraunhofer IKTS, Standort Dresden-Klotzsche, auch bekannt als Standort für Materialdiagnostik in der Kurzbezeichnung IKTS-MD, in das Gesamtinstitut ein.
Das Institut ab 2016
Das Institut beschäftigt 600 Angestellte. Im Personalstamm arbeiten rund 560 Wissenschaftler, Techniker, Laboranten und Verwaltungsangestellte. Als Diplomanden, Studenten, Azubis, Praktikanten und Stipendiaten werden ca. 100 betreut (Stand: April 2017).
Der Gesamthaushalt lag im Geschäftsjahr 2016 bei 53,6 Millionen Euro. Knapp über 27 Prozent hiervon kamen aus der institutionellen Förderung, welche zu 90 Prozent aus Bundesmitteln und zu 10 Prozent aus Landesmitteln finanziert wird. Rund 37 Prozent des Betriebshaushalts erwirtschaftete das Institut mit Erträgen aus der wirtschaftlichen Auftragsforschung, ca. 36 Prozent stammen aus öffentlichen und EU-Mitteln oder sonstigen Erträgen.

## Standorte
Das Fraunhofer IKTS unterhält neben den drei Hauptstandorten Dresden-Gruna, Dresden-Klotzsche (IKTS-MD, Standort Materialdiagnostik) und Hermsdorf (Thüringen) weitere Büros, Technika und Applikationszentren:
- Fraunhofer Center for Energy Innovation CEI, Connecticut[7]
- Applikationszentrum Batterietechnik Pleißa
- Applikationszentrum Bioenergie Pöhl
- Applikationszentrum Membrantechnik Schmalkalden
- Bio-Nanotechnologie-Anwendungslabor BNAL, Leipzig[8]
- Projektbüro Berlin

Insgesamt gilt das Fraunhofer IKTS als größtes Forschungsinstitut für technisch-keramische Systemlösungen in Europa.

## Forschung und Entwicklung
Das Institut deckt das Feld der Technischen Keramik in vollständigen Fertigungslinien von der grundlagenorientierten Vorlaufforschung bis zur Systementwicklung ab. Ausgehend von einem soliden Werkstoffwissen in keramischen Hochleistungswerkstoffen erstrecken sich die Entwicklungsarbeiten über industrierelevante Herstellungsverfahren bis hin zur Prototypenfertigung von Bauteilen und ganzen Systemen. Dazu gehört auch die Materialdiagnostik und -prüfung mit Verfahren wie Akustik, Elektromagnetik, Optik, Mikroskopie und Strahltechnik, die am Institut in die Keramikforschung integriert sind, doch zugleich auch einen eigenen Forschungszweig für Werkstoffe aller Art begleiten. Als Verfahren der Werkstoffcharakterisierung tragen sie zur Qualitätssicherung und Zuverlässigkeit von Produkten und Anlagen bei. Das Fraunhofer IKTS operiert in acht Geschäftsfeldern, die an den Bedürfnissen des Marktes und der dahinterstehenden Branchen ausgerichtet sind.

## Geschäftsfelder

### Werkstoffe und Verfahren
Das Geschäftsfeld „Werkstoffe und Verfahren“ befasst sich mit Oxid-, Nichtoxid- und Silikatkeramiken sowie mit Faserverbundwerkstoffen, Gläsern, Loten, Hartmetallen, Cermets, biogenen oder Filterkeramiken. Aber auch präkeramische Vorstufen, Beschichtungen sowie Sonder- und Funktionskeramiken zählen zu den verarbeiteten Materialien. In der Verarbeitung dieser Werkstoffe mit angepassten, nachhaltig weiterentwickelten Verfahren produziert das Institut applikationsgerechte keramische Prototypen bis zu Kleinserien. Als Verfahren kommen dabei u. a. Pulver-, Dickschicht-, Dünnschicht-, Faser- und Multilayertechnologien, Fügen, Upscaling, additive Verfahren, Grün- und Finishbearbeitung, Pressen, Gießen und plastische Formgebung sowie Wärmebehandlung und Sintern zum Tragen.
Die Herausforderungen im Geschäftsfeld liegen u. a. in der Beherrschung werkstoffwissenschaftlicher, naturwissenschaftlicher und ingenieurtechnischer Erfahrungen zur Entwicklung neuer sowie modifizierter keramischer Werkstoffe und Keramik-Metall- oder Keramik-Polymer-Verbunden. Die strukturelle und funktionelle Kombination von Werkstoffeigenschaften demonstrieren beispielsweise Hochtemperaturwerkstoffe, leitfähige Keramiken, keramische Leuchtstoffe, Transparentkeramiken oder funktionelle Schichten.

### Maschinenbau und Fahrzeugtechnik
Das Geschäftsfeld „Maschinenbau und Fahrzeugtechnik“ befasst sich mit Verschleiß- und Korrosionsschutz, Abgasbehandlung, Hochtemperaturbauteilen, Sensorik, Prüfsystemen sowie Prozess-, Maschinen- und Anlagenüberwachung. Als Kompetenzen stehen dafür u. a. die Erfahrungen in der Werkstoff- und Bauteilentwicklung, der keramischen Fertigung sowie der Prozessüberwachung und deren Optimierung zur Verfügung.
Bei der Entwicklung von Werkzeugen, Verschleiß- und spezifisch beanspruchten Bauteilen greift das Institut auf temperatur-, mechanisch, chemisch und elektrochemisch resistente keramische Komponenten, auf Hartmetalle oder Cermets zurück. Werkstoffauswahl und -entwicklung, Bauteilauslegung und die Integration in das Gesamtsystem bzw. dessen Konzeption erfolgen ausgerichtet am Anforderungsprofil. Mit der Integration des ehemaligen Fraunhofer IZFP-D 2014 wurden die Kompetenzen im Geschäftsfeld erweitert, sodass seither verstärkt optische, elastodynamische und elektromagnetische Prüf- und Monitoringsysteme für die Überwachung von Komponenten und Fertigungsanlagen zur Verfügung stehen. Solche Systeme erfassen und überwachen zerstörungsfrei kritische Materialparameter, wie Spannung, Porosität, Rissbildung oder Delaminationen. Sie garantieren den regelrechten Betrieb von Anlagen und Komponenten. Die Systeme sind i. d. R. mit einer Software ausgestattet, die die Materialparameter visualisiert und auswertet.

### Energie
Das Geschäftsfeld „Energie“ befasst sich mit Energiespeichertechnologien, Brennstoffzellen, Elektrolyse und Power-to-Gas, Photovoltaik und Solarthermie, Energy Harvesting, Bioenergie sowie HT-Gasturbinen und thermischen Energiesystemen. Das Fraunhofer IKTS entwickelt in diesem Geschäftsfeld energetisch relevante Komponenten, Module und Komplettsysteme basierend auf keramischem Werkstoff-Know-how. Die Kompetenzen in diesem Geschäftsfeld umfassen die Entwicklung und prozessgesteuerte Umsetzung von Materialien und Komponenten sowie die Multilayer-, Dickschicht-, Dünnschicht- und Fasertechnologie. Des Weiteren liegen den Forschungsarbeiten Kompetenzen in der Aufbau- und Verbindungstechnik, Simulation, Mess-, Steuerungs- und Regeltechnik, im Prüfstandbau, dessen Betrieb und Validierungen zu Grunde. Langlebige Systeme und solche, die sich für harsche Umwelt- und Umfeldbedingungen eignen, stehen im Fokus.

### Umwelt- und Verfahrenstechnik
Das Geschäftsfeld „Umwelt- und Verfahrenstechnik“ befasst sich mit Abwasserbehandlung und Wasseraufbereitung, Sauerstoffgewinnung und dessen Nutzung, Abgasnachbehandlung und Gasaufbereitung sowie biotechnologischen Prozessen. In diesem Bereich unterhält das Institut Kompetenzen in der Herstellung keramisch zellulärer und poröser Membranen, die Filterfunktionen u. a. in der chemischen Industrie übernehmen. Des Weiteren zeichnet sich das Geschäftsfeld durch Kompetenzen in der Membranverfahrenstechnik, in der Entwicklung von Adsobienzien, Katalysatoren und Katalysatorträgern für die Gasaufbereitung und Wasserbehandlung sowie in der Prozesstechnik zum Zerkleinern, Aufschließen und Mischen biogener Substrate aus. Die Basis dafür bieten ebenso keramische Werkstoffe, Technologien und Systeme.
Auch die chemische Verfahrenstechnik und das Wissen in der Elektrochemie gehören zur Expertise des Fachbereichs. Mit den Verfahren werden Stoffe und Energie effizient, umwelt- und klimaschonend recycelt. Das betrifft beispielsweise nicht nur die Wasser- und Luftreinigung mit keramischen Filtermembranen, sondern auch die Rückgewinnung werthaltiger Rohstoffe und deren Rückführung in den Wertstoffkreislauf. Die Forschungsaufgaben werden in einem interdisziplinär arbeitenden Team aus Verfahrenstechnikern, Wasserwirtschaftlern und Umwelttechnikern gelöst.

### Elektronik und Mikrosysteme
Das Geschäftsfeld „Elektronik und Mikrosysteme“ befasst sich mit elektronischen Bauelementen und Mikrosystemen, Sensoren und Sensorsystemen, Materialkennwerten und der Materialzuverlässigkeit. Die Kompetenzen in diesem Geschäftsfeld liegen in der Aufbau- und Verbindungstechnik der Elektronik, der (Umwelt-)Simulation, Materialcharakterisierung sowie der System- und Strukturintegration. Einen Schwerpunkt bilden die Sensorentwicklung und der Sensorbau zudem die Entwicklung industriell angepasster Prüf- und Monitoringsysteme mit modularer Software zur Erfassung und Visualisierung elektrochemischer, thermischer, optischer, akustischer sowie (elektro-)magnetischer Werkstoffparameter oder Komponentenzustände. Piezoelektrische Sensoren beispielsweise bestehen aus Piezokeramik-Polymer-Verbundwerkstoffen (PZT), die ausgerichtete am jeweiligen Anwendungsfall zusammengestellt und auf die daraus entstehenden piezoelektrischen Komposite zugeschnitten werden. Das Fraunhofer IKTS stellt die piezokeramische Fasern und Perlen über ein Spinnverfahren her. Dadurch können dichte, variable, leistungsstarke piezokeramische Elemente unterschiedlicher Geometrien aufgebaut werden.
Die Sensoren, Prüf- und Monitoringsysteme werden im Fahrzeugbau, in der Energietechnik sowie in der Zustand- und Prozessüberwachung eingesetzt, wenn es um die zerstörungsfreie Prüfung oder Prüfung unter harschen Umfeldbedingungen geht. Die Systeme liefern Aussagen über Faser- und Gefügestrukturen, Spannung, Porosität, Rissbildung oder Delaminationen. So können beispielsweise Turbinenschaufeln aus temperaturstabiler Silizium-Carbid-Keramik mit solchen Sensorsystemen geprüft und überwacht werden.
Darüber hinaus umfasst das Geschäftsfeld die Dünnschicht-, Dickschicht- und Multilayertechnologie sowie funktionskeramische Werkstoffe und intelligente Materialien. Die Herausforderungen der Digitalisierung, Miniaturisierung, Vernetzung, Komplexitäts- und Funktionalitätserweiterung von Systemen der Zukunft werden im Geschäftsfeld aus einem ganzheitlichen, integrativen Ansatz heraus bestehend aus Material, Prozess und Systementwurf betrachtet.

### Bio- und Medizintechnik
Das Geschäftsfeld „Bio- und Medizintechnik“ befasst sich mit Biosensorik und -aktorik, Endoprothetik, Komponenten und Systemen zur Dentaltechnik sowie der biomedizinischen Therapeutik und Diagnostik. Kompetenzen unterhält das Institut in diesem Bereich in Biomaterialien, dentalkeramischen Werkstoffen, Charakterisierungsmethoden, Sensor-, Aktor- und Monitoringsystemen sowie den Prüf- und Diagnoseverfahren. Ein Schwerpunkt liegt in der Entwicklung von Verfahren zur Zell- und Gewebediagnostik, die das Verhalten von Körperzelle zu (keramischem) Fremdmaterial, beispielsweise bei Zahn- oder Knochenimplantaten aus Keramik, analysieren und bewerten. Solche keramischen Implantate können in einigen Jahren eine Alternative zu Metallimplantaten darstellen. Des Weiteren forscht das Institut an optischen, akustischen und bioelektrischen Verfahren für die klinische Labordiagnostik oder an Vor-Ort-Analysesystemen, wie Home-Anwendungen.

### Optik
Das Geschäftsfeld „Optik“ befasst sich mit Lichtsystemen, Lasertechnik, optischen Mess- und Diagnosesystemen, Transparentschutz und der Designkeramik. Die Kernkompetenzen liegen in der Komponenten- und Systementwicklung, der Herstellung keramischer Werkstoffe, der Funktionalisierung keramischer Oberflächen sowie in der (Weiter-)Entwicklung optischer Messverfahren. Bei harschen Umfeldbedingungen oder Praktiken des berührungslosen Messens sind optische Prüfmethoden prädestiniert. Einen Schwerpunkt im Bereich optische Mess- und Diagnosesysteme stellt daher die Entwicklung optisch aktiver Nanosensoren dar.
Im Bereich Transparentkeramik forscht das Fraunhofer IKTS an polykristallinen Keramiken für optische oder photonische Anwendungen. Polykristalline Keramiken weisen eine hohe optische Homogenität, hohe mechanische Belastbarkeit sowie geringe Absorptions- und Streuverluste auf. Sie dienen dem Schutz systemrelevanter elektronischer Komponenten etwa einem Smartphone-Display. Auch in der Ballistik zum Schutz von Personen, Fahrzeugen und Ausrüstung finden sie Anwendung. Keramische Leuchtstoffe werden u. a. bei der Entwicklung von Verfahren für die Dosimetrie oder im Bereich der Sterilisation von Materialien verwendet.

### Material- und Prozessanalyse
Das Geschäftsfeld „Material- und Prozessanalyse“ umfasst die Analyse und Bewertung von Rohstoffen, die prozessbegleitende Werkstoff-, Bauteil- und Systemcharakterisierung, die Modellierung und Simulation des Systemverhaltens sowie die Analytik für die Mikro- und Nanoelektronik. Die Kompetenzen liegen in der Methodenentwicklung und -optimierung, dem Lebensdauermanagement, der Schadensanalyse, der Kennwertermittlung von Werkstoffen sowie in der Entwicklung angepasster Prüfsysteme. Das Institut setzt bei der Material- und Prozessanalyse verschiedene biomechanische, elektrochemische oder physikalische Prüfmethoden ausgerichtet und weiterentwickelt auf den Anwendungsfall ein.
Im akkreditierten Prüfzentrum führt das Institut klassische Routineprüfungen nach Norm durch. Das Zentrum besitzt außerdem die flexible Akkreditierung für Ultraschall- und Wirbelstromverfahren sowie für die Sichtprüfung. Mit dieser Akkreditierung können selbst- und weiterentwickelte Verfahren validiert und schnell für die Anwender in genormte Verfahren überführt werden.
Über die Geschäftsfelder hinaus forscht das Fraunhofer IKTS an Industrielösungen für die Wasser- und Abwassertechnologie, zu Ultraschall- und elektromagnetischen Prüfsystemen und -verfahren, zur Zustandsüberwachung (Structural Health Monitoring, SHM) von systemrelevanten Komponenten, beispielsweise Rotorblättern, sowie zum Maschinenlernen auf dem Gebiet der künstlichen Intelligenz.

## Kooperationen
Kooperationen bestehen zu thematisch orientierten Netzwerken und Verbünden, darunter:
- AMA Verband für Sensorik und Messtechnik e. V.
- American Ceramic Society (ACerS)
- biosaxony e. V.
- Bundesverband Energiespeicher e. V.
- CoolSilicon e. V.
- DECHEMA – Gesellschaft für Chemische Technik und Biotechnologie e. V.
- Deutsche Keramische Gesellschaft e. V. (DKG)
- Deutsche Gesellschaft für Materialkunde e. V. (DGM)
- Deutsche Gesellschaft für Zerstörungsfreie Prüfung e. V. (DGZfP)
- DRESDEN-concept e. V.
- Energy Saxony e. V.
- Europäische Forschungsgesellschaft Dünne Schichten e. V. (EFDS)
- Forschungsgesellschaft für Messtechnik, Sensorik und Medizintechnik e. V. Dresden (fms)
- International Energy Agency (IEA) Implementing Agreement on Advanced Fuel Cells
- Kompetenzzentrum Luft- und Raumfahrttechnik Sachsen/Thüringen e. V. (LRT)
- Materialforschungsverbund Dresden e. V. (MFD)
- Silicon Saxony e. V.
- smart³ e. V.
- Verein Deutscher Ingenieure e. V. (VDI)
- WindEnergy Network Rostock e. V.

Des Weiteren bestehen Kooperationen zu Fraunhofer-Allianzen, -Netzwerken und -Verbünden:
- Dresdner Fraunhofer-Cluster Nanoanalytik DFCNA[29]
- Fraunhofer-Allianz Adaptronik[30]
- Fraunhofer-Allianz AdvanCer[31]
- Fraunhofer-Allianz Batterien[32]
- Fraunhofer-Allianz Energie[33]
- Fraunhofer-Allianz Generative Fertigung[34]
- Fraunhofer-Allianz Leichtbau[35]
- Fraunhofer-Allianz Nanotechnologie[36]
- Fraunhofer-Allianz Numerische Simulation von Produkten, Prozessen[37]
- Fraunhofer-Allianz SysWasser[38]
- Fraunhofer-Allianz Textil[39]
- Fraunhofer-Allianz Vision[40]
- Fraunhofer-Cluster 3D-Integration[41]
- Fraunhofer-Netzwerk Sensorik
- Fraunhofer-Verbund Mikroelektronik[42]
- Fraunhofer-Verbund Werkstoffe, Bauteile – Materials[43]

Im universitären Bereich bestehen Kooperationen mit der Technischen Universität Dresden und der Friedrich-Schiller-Universität Jena. Die Kooperationen decken vornehmlich den Grundlagenforschungsbedarf des Fraunhofer IKTS ab. Der Institutsleiter nimmt dabei in Personalunion eine Doppelfunktion wahr, indem er zugleich Inhaber der Professur für anorganisch-nichtmetallische Werkstoffe am Institut für Werkstoffwissenschaft IfWW der Technischen Universität Dresden ist.
Ebenso beteiligen sich weitere Wissenschaftler des Instituts an der universitären Lehre oder bieten (außeruniversitäre) Praktika in den Institutsteilen an. Lehrtätigkeiten üben die Wissenschaftler u. a. aus
- an der Professur für Materialwissenschaft und Werkstofftechnik des IfWW der TU Dresden,
- an der Juniorprofessur für Sensorsysteme für die zerstörungsfreie Prüfung und Strukturüberwachung am Institut für Aufbau- und Verbindungstechnik der Elektronik (IAVT) der TU Dresden,
- an der Professur für Aufbau- und Verbindungstechnik der Elektronik am IAVT der TU Dresden sowie
- am Institut für Technische Chemie und Umweltchemie der Universität Jena.

## Auszeichnungen
Wissenschaftler des Fraunhofer IKTS wurden unter anderem ausgezeichnet mit dem
- Joseph-von-Fraunhofer-Preis 2017 für das Erreichen der molekularen Trenngrenze von 200 Dalton mit einer keramischen Nanofiltrationsmembran, welches für eine effiziente Trenn- und Reinigungstechnologie sorgt.[44]
- agra-Preis der Innovation 2017 für ein zukunftsweisendes Recyclingverfahren, das aus Molkereststoffen Biogas, Dünger und Frischwasser produziert.[45]
- 3D InCities Award 2016 gemeinsam mit weiteren Fraunhofer-Instituten im Fraunhofer-Cluster 3D-Integration für die Forschung zu 3D-Packaging-Technologien.[46]
- Biogas-Innovationspreis der Deutschen Landwirtschaft 2016 für Strohpellets zur Biogasproduktion[47]
- Corporate Environmental Achievement Award 2015 der Amerikanischen Keramischen Gesellschaft (ACerS) Das Fraunhofer IKTS erhält den Preis gemeinsam mit der inopor GmbH für die Entwicklung keramischer Nanofiltrationsmembranen.[48]
- Bridge Building Award der American Ceramic Society 2012 für besondere Leistungen auf dem Gebiet der Keramikentwicklung[49]
- DRESDEN CONGRESS AWARD 2012 für die Organisation der 10th CMCEE[50]